# Bezpieczeństwo i Gospodarka
Bezpieczeństwo i Gospodarka (BiG) – koło poselskie o charakterze liberalnym i umiarkowanie opozycyjnym wobec rządu Ewy Kopacz, funkcjonujące w Sejmie VII kadencji. Zostało założone 3 października 2014 przez 11 posłów, którzy kilka dni wcześniej opuścili Twój Ruch. Przewodniczącym koła został Artur Dębski, wiceprzewodniczącymi Artur Górczyński, Roman Kotliński i Marek Stolarski, sekretarzem Paweł Sajak, a skarbnikiem Wojciech Penkalski. 18 grudnia tego samego roku sześciu posłów koła (m.in. Artur Dębski, a także dwóch innych członków prezydium) przeszło do klubu parlamentarnego Polskiego Stronnictwa Ludowego. Niespełna miesiąc później koło opuścił Roman Kotliński (zostając posłem niezrzeszonym), a kilka dni później do klubu Sojuszu Lewicy Demokratycznej przeszedł Marek Stolarski. W pierwszej połowie lutego 2015 koło zostało rozwiązane, a jego dotychczasowi posłowie zostali niezrzeszeni (Małgorzata Marcinkiewicz jednak po paru dniach powróciła do klubu TR).

## Posłowie
Do momentu rozwiązania koła:
- Małgorzata Marcinkiewicz
- Wojciech Penkalski
- Armand Ryfiński

Wcześniejsi posłowie BiG:
- Artur Dębski – do 18 grudnia 2014, przeszedł do klubu Polskiego Stronnictwa Ludowego
- Artur Górczyński – do 18 grudnia 2014, przeszedł do klubu Polskiego Stronnictwa Ludowego
- Henryk Kmiecik – do 18 grudnia 2014, przeszedł do klubu Polskiego Stronnictwa Ludowego
- Roman Kotliński – do 14 stycznia 2015, został posłem niezrzeszonym
- Tomasz Makowski – do 18 grudnia 2014, przeszedł do klubu Polskiego Stronnictwa Ludowego
- Michał Pacholski – do 18 grudnia 2014, przeszedł do klubu Polskiego Stronnictwa Ludowego
- Paweł Sajak – do 18 grudnia 2014, przeszedł do klubu Polskiego Stronnictwa Ludowego
- Marek Stolarski – do 22 stycznia 2015, przeszedł do klubu Sojuszu Lewicy Demokratycznej

Wszyscy posłowie BiG zostali wybrani z list Ruchu Palikota.